# Metal Health
Metal Health — третий студийный альбом американской хеви-метал-группы Quiet Riot, выпущенный 11 марта 1983 года. Metal Health — первый в истории метал-альбом, возглавивший американский чарт Billboard 200, из-за чего его назвают началом эры глэм-метала. Альбом был продан тиражом более десяти миллионов экземпляров по всему миру.

## Об альбоме
Песня «Thunderbird» посвящена бывшему гитаристу и одному из основателей Quiet Riot Рэнди Роадсу. Хотя основная часть песни была написана когда он был ещё жив, Кевин ДюБроу добавил один заключительный куплет как дань уважения Роадсу после того, как тот погиб в авиакатастрофе 19 марта 1982 года. «Slick Black Cadillac» является перезаписанной версией одноимённой песни из альбома Quiet Riot II.
В год выхода альбома Quiet Riot отправились в турне и поддержали Black Sabbath в их турне в поддержку Born Again по США.
Некоторые критики, такие как Эдуардо Ривадавия из AllMusic, описывают Metal Health как «альбом одной песни» из-за относительного отсутствия критического и коммерческого успеха последующих альбомов (и последующим распадом) Quiet Riot к концу 1980-х. Заглавный трек занял 35-е место в рейтинге «40 величайших метал-песен» от VH1. В марте 2023 года группа авторов американского издания Rolling Stone включила «Bang Your Head (Metal Health)» в список «100 величайших хеви-метал песен всех времён». В этом рейтинге она заняла 66-ю позицию, заметку о ней составил Адриан Бегранд.

## Признание
| Публикация           | Список                                    | Позиция |
| -------------------- | ----------------------------------------- | ------- |
| Consequence of Sound | 10 Hair Metal Albums That Don’t Suck      | 3       |
| Rolling Stone        | 50 Greatest Hair Metal Albums of All Time | 15      |
| Loudwire             | Top 30 Hair Metal Albums                  | 11      |

## Список композиций
| №                   | Название                                 | Автор(ы)                                 | Длительность |
| ------------------- | ---------------------------------------- | ---------------------------------------- | ------------ |
| 1.                  | «Metal Health»                           | Кевин ДюБроу Карлос Кавазо Фрэнки Банали | 5:16         |
| 2.                  | «Cum On Feel the Noize» (кавер на Slade) | Нодди Холдер Джим Ли                     | 4:51         |
| 3.                  | «Don’t Wanna Let You Go»                 | ДюБроу Кавазо                            | 4:43         |
| 4.                  | «Slick Black Cadillac»                   | ДюБроу Рэнди Роадс                       | 4:13         |
| 5.                  | «Love’s a Bitch»                         | ДюБроу                                   | 4:11         |
| 6.                  | «Breathless»                             | ДюБроу Кавазо                            | 3:51         |
| 7.                  | «Run for Cover»                          | ДюБроу Кавазо                            | 3:38         |
| 8.                  | «Battle Axe»                             | Кавазо                                   | 1:39         |
| 9.                  | «Let’s Get Crazy»                        | ДюБроу                                   | 4:08         |
| 10.                 | «Thunderbird»                            | ДюБроу                                   | 4:43         |
| Общая длительность: | Общая длительность:                      | Общая длительность:                      | 40:57        |

## Участники записи
| Quiet Riot - Кевин ДюБроу — ведущий вокал - Карлос Кавазо — гитара, бэк-вокал - Руди Сарзо — бас-гитара, бэк-вокал - Фрэнки Банали — ударные, бэк-вокал Приглашённые музыканты - Чак Райт — бас-гитара в «Metal Health» и «Don’t Wanna Let You Go» - Riot Squad — бэк-вокал - Тьюзди Найт — бэк-вокал - Спенсер Проффер — бэк-вокал - Донна Слэттери — бэк-вокал - Пэт Риган — клавишные | Производственный персонал - Спенсер Проффер — продюсирование - Дуэйн Барон — звукоинженер, сведение - Джей Вигон — художественное оформление, дизайн - Сэм Эмерсон — фотографии - Рон Соболь — фотографии |

## Чарты
| Чарт (1983)                   | Высшая позиция |
| ----------------------------- | -------------- |
| Australia (Kent Music Report) | 39             |
| Canadian Albums Chart         | 5              |
| New Zealand Albums Chart      | 33             |
| Billboard 200                 | 1              |

## Сертификации
| Регион                                                      | Сертификация  | Продажи    |
| ----------------------------------------------------------- | ------------- | ---------- |
| Канада (Music Canada)                                       | 3× Платиновый | 300 000^   |
| США (RIAA)                                                  | 6× Платиновый | 6 000 000^ |
| ^ Данные о тиражах приведены только на основе сертификации. |               |            |